# Universitätsbibliothek Leipzig
Die Universitätsbibliothek Leipzig ist eine zentrale Einrichtung der Universität Leipzig. Sie ist eine der ältesten Bibliotheken Deutschlands. Ihr Hauptgebäude ist die Bibliotheca Albertina. 2017 wurde die Einrichtung als Bibliothek des Jahres gewürdigt. Die Bibliothek ist im Besitz von 4 Gutenberg-Bibeln in Pergament.

## Geschichte

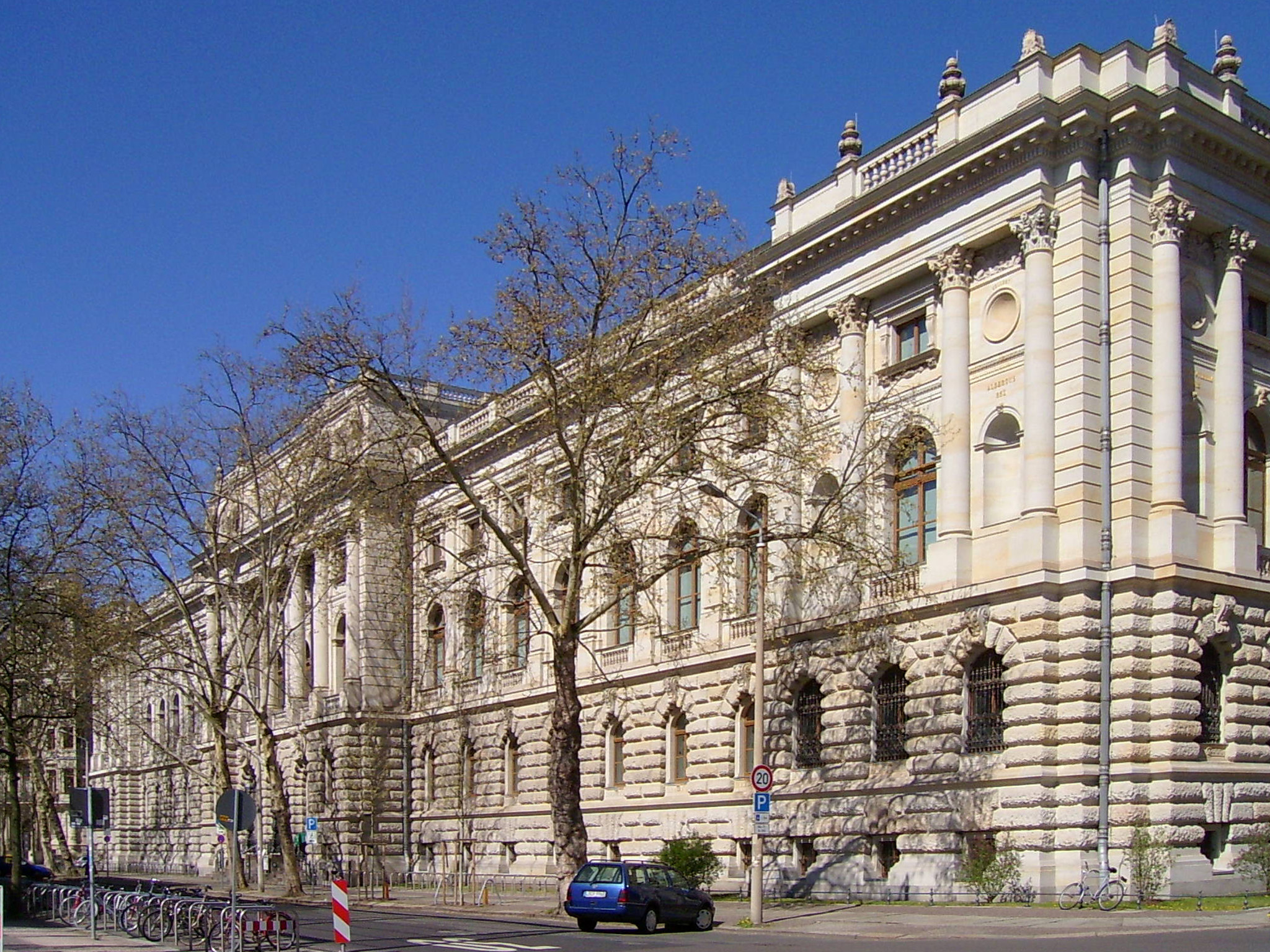
Hauptgebäude Bibliotheca Albertina (2007)

Die Bibliothek entstand während der Reformationszeit, als das Leipziger Dominikanerkloster St. Pauli aufgelöst wurde. Dessen Grundbesitz und Gebäude fielen 1543 durch Schenkung des Albertiners Herzog Moritz von Sachsen an die Universität Leipzig. In einem dieser Gebäude, dem Mittelpaulinum, wurden die Büchersammlungen mehrerer Klöster zusammengeführt. So entstand der Grundstock der Bibliothek.
Als Bibliothekare von besonderer Bedeutung sind zu nennen: Joachim Feller (Bibliothekar ab 1675) als Herausgeber eines gedruckten Handschriften-Kataloges, Christian Gottlieb Jöcher (Bibliothekar von 1742 bis 1758) als Initiator eines alphabetischen Gesamtkataloges und Ernst Gotthelf Gersdorf (ab 1833 erster hauptamtlicher Direktor der Bibliothek), der die Bibliothek nach wissenschaftlichen Grundsätzen reorganisierte.

## Das Gebäude

### Planung und Bau
Aufgrund des starken Anwachsens der Bücherbestände, so auch wegen der Übernahme der Goethe-Sammlung des Verlegers Salomon Hirzel, vor allem aber aufgrund der steigenden Verlagsproduktion im 19. Jahrhundert, wurde ein Umzug in ein größeres Gebäude notwendig. Als Standort für das neue Gebäude der Bibliothek wurde das in den 1880er Jahren erbaute Musikviertel in unmittelbarer Nachbarschaft zum Reichsgerichtsgebäude und zum damaligen Gewandhaus gewählt. Wie ersteres ist auch die Bibliotheca Albertina ein bedeutendes Bauwerk im Stil der Neorenaissance. Auf einen Aufruf wurden 34 Bauentwürfe eingereicht, am 15. und 16. Oktober 1883 beriet ein Preisgericht über die zehn für die Endrunde ausgewählten Vorschläge und entschied sich für das Projekt von Arwed Roßbach. Im Juni 1887 war Erster Spatenstich, im Mai 1889 Richtfest, feierliche Einweihung am 24. Oktober 1891. Die Bau-Ausführung lag in der Verantwortung von Landbaumeister Hugo Nauck, die Baukosten betrugen 2,6 Millionen Mark. Nach dem Landesherren König Albert von Sachsen wurde der Neubau Bibliotheca Albertina genannt.
Bei dem Gebäude handelt es sich um einen 107 Meter langen, symmetrisch angelegten Vierflügelbau mit zwei Innenhöfen, die heute überdacht sind und als Lesebereiche dienen. Gegenwärtig sind es etwa 700 Benutzerplätze. Der Bau erstreckt sich über vier Etagen. Die nach Südsüdost ausgerichtete Straßenfront endet beidseitig mit zwei Eckrisaliten. Der Eingang wird umrahmt von einem Mittelrisalit. Die Schlusssteine über den drei Eingangstüren zeigen die Köpfe von Juno (links), Minerva (Mitte) und von einem Jüngling als Verkörperung von Schönheit, Weisheit und Stärke. Nach oben abgeschlossen wird das Eingangsportal durch eine etwa 3 Meter hohe Figurengruppe, mit der die Gründung der Universität Leipzig in allegorischer Weise dargestellt wird.
Insgesamt 16 Statuen und 16 Bildmedaillons dienten der Darstellung von Personen, die einen Bezug zur Universität Leipzig hatten. Es handelt sich um Johannes Otto von Münsterberg als Gründungsrektor, Caspar Borner als Gründer der Universitätsbibliothek, Friedrich der Streitbare als Stifter der Universität und Mortiz von Sachsen, der das Dominikanerkloster St. Pauli an die Universität übereignete. Außer diesen heute noch vorhandenen Darstellungen verzierten das ursprüngliche Gebäude unter anderem noch Medaillons von Albrecht Dürer und Michelangelo sowie Statuen von Dante, Gottfried Wilhelm Leibniz und William Shakespeare.
Die verschiedenen Teile des Gebäudeinneren werden durch die zentrale Treppenhalle erschlossen. Optisch dominant sind die Säulen aus weißem Carrara-Marmor im oberen Bereich, kontrastiert durch acht schwarze Säulen, die zu Doppelsäulen gruppiert den vorderen Teil der Empore tragen und zwischen denen hindurch man die Treppenhalle betritt. Zahlreiche Verzierungen, deren Formensprache bestehend aus Kapitellen, Pilastern und Gesimsen an Paläste erinnert, erwecken einen monumentalen Eindruck. Ursprüngliche Fresken und Deckenmalereien sind nicht mehr vorhanden.

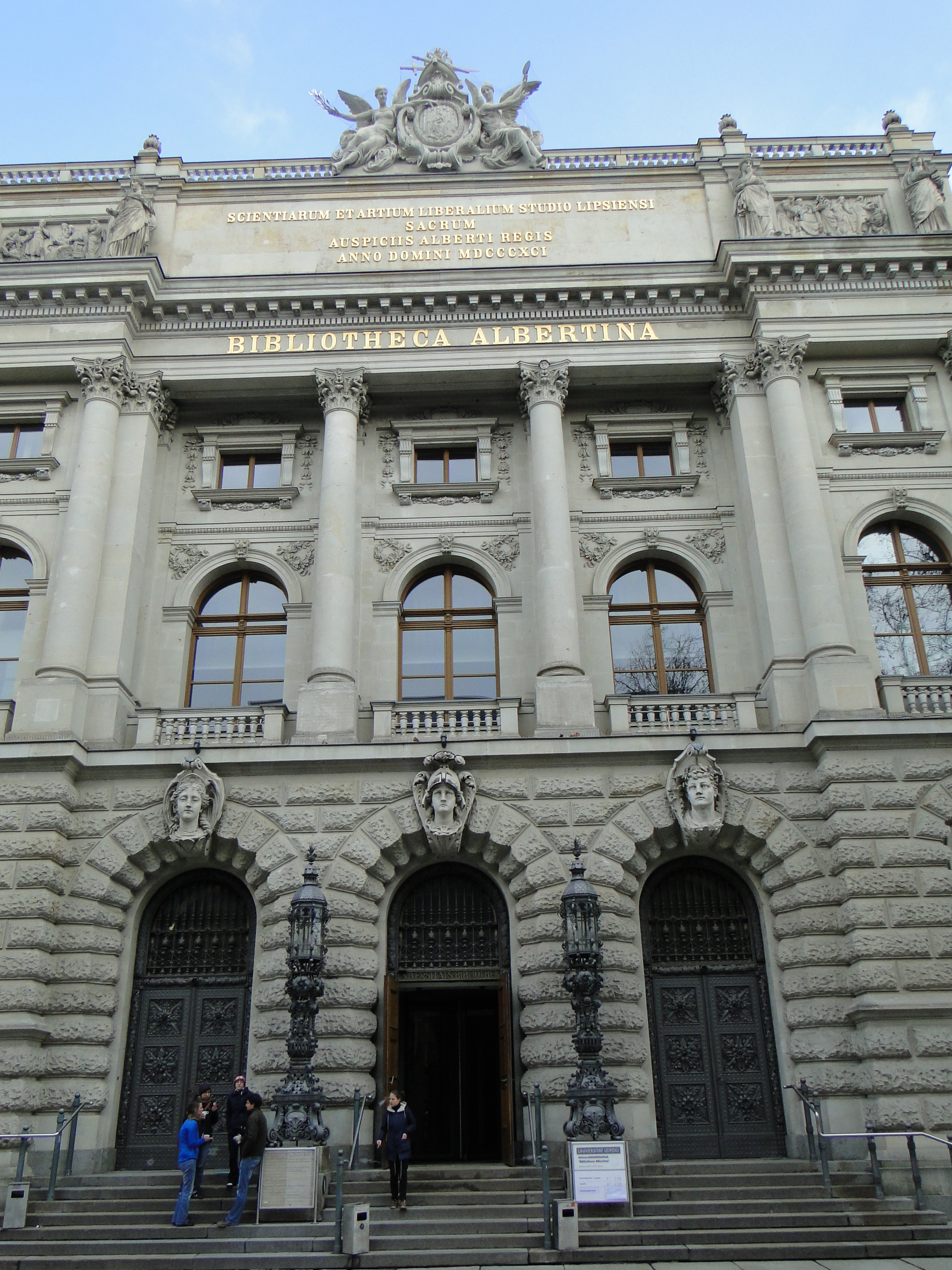
Eingang der Bibliotheca Albertina (2013)
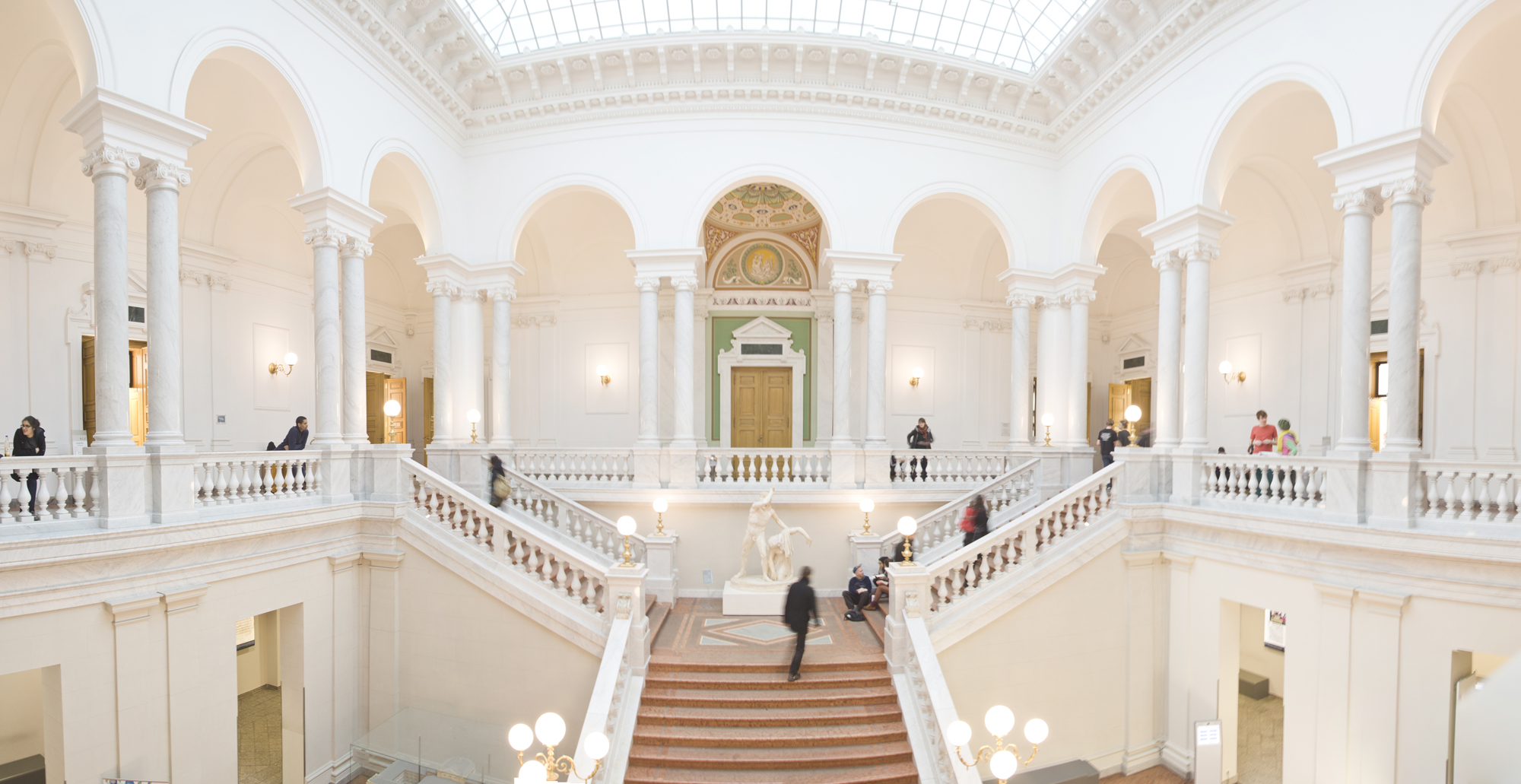
Treppenhalle der Bibliotheca Albertina (2016)
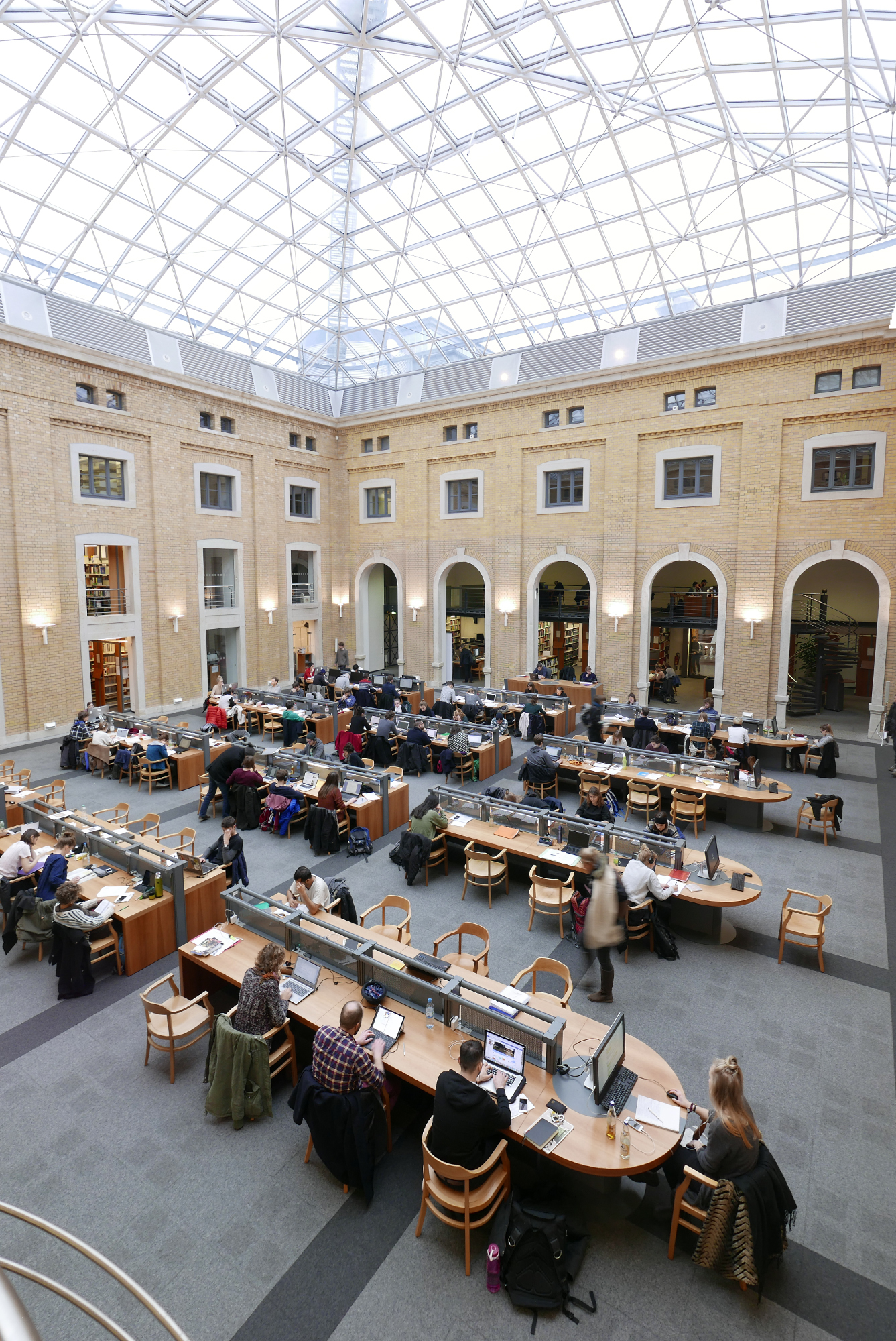
Bibliotheca Albertina, Lesesaal West (2017), entstanden aus einem überbauten Innenhof

### Zerstörung und Wiederaufbau

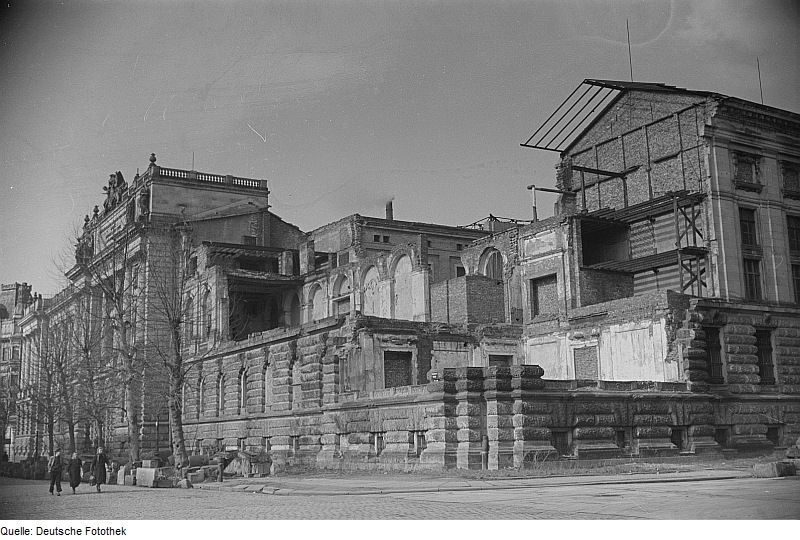
Hauptgebäude mit Kriegsschäden (1953)

Im Zweiten Weltkrieg wurde das Hauptgebäude in der Beethovenstraße bei den Luftangriffen am 6. April 1945 zu zwei Dritteln zerstört. Die Kataloge und Bestände waren jedoch ausgelagert worden und blieben unversehrt. Nach dem Krieg wurde lediglich der unbeschädigte linke Gebäudeflügel genutzt. Zu einem Wiederaufbau des Hauptgebäudes fehlten jahrzehntelang die finanziellen Mittel. Wegen der Schäden am Hauptgebäude der Universitätsbibliothek verlagerte sich in den folgenden Jahrzehnten die Nutzung vielfach in die jeweiligen Instituts- und Sektionsbibliotheken.
Erst nach der Wende begann 1994 die aufwendige Wiederherstellung und Erweiterung des Hauptgebäudes einschließlich Rekonstruktion einzelner Gebäudeteile, die 2002 abgeschlossen wurde. Hierbei wurde die Ruine des rechten Flügels (Niveau Kellergeschoss) abgetragen, ein zweites Kellergeschoss ausgehoben, und die Fassade – trotz erheblicher Mehrkosten – originalgetreu wiederaufgebaut (siehe Bild oben, heute erinnert nur noch eine kleine Dehnungsfuge daran). Dabei wurden erhebliche Vergrößerungen der Kapazitäten erreicht: Das Gebäude bietet nun Raum für 4 Millionen der insgesamt 5,5 Millionen Bücher gegenüber ursprünglich einer Million Bücher. Die Lesebereiche bieten Plätze für knapp 900 Nutzer gegenüber 130 Plätzen im ehemaligen Lesesaal. Instandsetzung, Sanierung und Restaurierung dauerten bis 2002 – die Kosten betrugen 64 Millionen Euro.
Heute ist das Hauptgebäude der Universitätsbibliothek, die Bibliotheca Albertina, einer von insgesamt 15 Standorten der Universitätsbibliothek und wird als geisteswissenschaftliche Zentral- und Archivbibliothek der Universität Leipzig genutzt.

## Bestände
Die Bibliotheca Albertina ist der Kern des heutigen einschichtigen Bibliothekssystems der Universitätsbibliothek. Sie ist das Zentrum für die Literaturerwerbung und -erschließung mit einem zentralen Geschäftsgang für zahlreiche Zweigbibliotheken sowie für die Fernleihe. Zentrale technische Einrichtungen wie Fotostelle, Buchbinderei und Restaurierungswerkstatt befinden sich in der Bibliotheca Albertina.
Zu den Beständen gehören derzeit über 5,5 Millionen Bände und rund 6.500 laufende Zeitschriften. Vom Gesamtbestand sind heute ca. 3,5 Millionen in den Magazinen untergebracht, die übrigen Bestände sind im Freihand zugänglich. Allein im Hauptgebäude stehen über 800 Arbeitsplätze zur Verfügung.
Darüber hinaus besitzt die Bibliothek eine Reihe von Sondersammlungen, darunter ca. 8.700 Handschriften, davon ca. 3.200 in der Sondersammlung (orientalische Handschriften), ca. 3.600 Inkunabeln, Drucke des 16. Jahrhunderts und ca. 173.000 Autographen. Es gibt auch eine bedeutende Papyrus- und Ostrakasammlung. Zu den Beständen gehört der Papyrus Ebers, eine der ältesten medizinischen Abhandlungen überhaupt (um 1525 v. Chr.) oder die Leipziger Weltchronik, die Reste der ältesten erhaltenen Weltchronik (2. Jahrhundert n. Chr.).
2010 wurde der Bibliothek durch Brigitte Schellenberger-Tübke, Ehefrau des Leipziger Künstlers Werner Tübke, 12 Skizzenbücher ihres Mannes und eine Anzahl Tagebücher geschenkt. Die Skizzenbücher wurden 2011 in der Ausstellung Werner Tübke Die Skizzenbücher in der Universitätsbibliothek vorgestellt.
2014 wurde im Bestand des Handschriftenzentrums ein frühes, unbekanntes Handschriftenfragment des Parzival von Wolfram von Eschenbach gefunden, das im Rahmen eines von der Deutschen Forschungsgemeinschaft (DFG) geförderten Kooperationsprojekts zur Erschließung mittelalterlicher Handschriften aus kleineren Sammlungen Mitteldeutschlands bearbeitet wird. Das Fragment befindet sich in einem Handschriftenband der Domstiftsbibliothek Naumburg und diente im 15. Jahrhundert als Buchbindematerial.

### Herausragendes
Die Universitätsbibliothek Leipzig ist im Besitz von Teilen des Codex Sinaiticus, eines Bibel-Manuskriptes aus dem 4. Jahrhundert. Der Codex enthält große Teile des Alten und ein vollständiges Neues Testament in altgriechischer Sprache und gehört zu den bedeutendsten bekannten Handschriften des griechischen Alten Testaments und des Neuen Testaments. Er ist die älteste vollständig erhaltene Abschrift des Neuen Testaments.
Ebenfalls im Besitz der Bibliothek ist der Papyrus Ebers, ein medizinischer Papyrus aus dem alten Ägypten. Er gehört zu den ältesten noch erhaltenen Texten überhaupt und ist zudem einer der ältesten bekannten Texte mit medizinischen Themen, wobei er unter anderem ein großes Spektrum an Beschreibungen von Krankheiten und deren Symptomen und Diagnosen beinhaltet.

### Sondersammelgebiete
Seit 1998 war die Bibliothek außerdem Sitz der Sondersammelgebiete 3.5: Kommunikations- und Medienwissenschaften, Publizistik sowie 4.1: Geschichte der Medizin und der Naturwissenschaften und Ethik in der Medizin. Der Bestand an Monografien im Sondersammelgebiet 3.5 umfasst etwa 30.000 Bände und 400 Fachzeitschriften. Im Rahmen des Sondersammelgebiets 3.5 wurde von 2007 bis 2012 die Virtuelle Fachbibliothek medien buehne film zusammen mit der Universitätsbibliothek Frankfurt am Main entwickelt.
Das Sondersammelgebiet 4.1 wurde zum Jahresende 2005 von der Bibliothek abgegeben, das Sondersammelgebiet 3.5 wurde zum Jahresende 2013 mit der Einstellung der Förderung durch die Deutsche Forschungsgemeinschaft geschlossen.

### Fachinformationsdienst
Die Bibliothek entwickelt seit 2014 den Fachinformationsdienst für Medien-, Kommunikations- und Filmwissenschaft „adlr.link“. Seit 2016 ist ein zentrales Suchportal für fachangehörige Wissenschaftler online. Der Fachinformationsdienst wird durch die Deutsche Forschungsgemeinschaft gefördert.
Der Fachinformationsdienst steht in der Nachfolge des Sondersammelgebiets 3.5 und der Virtuellen Fachbibliothek.

## Leitende Bibliothekare und Direktoren der Bibliothek
Bis 1832 leiteten Professoren der Universität Leipzig die Bibliothek im Nebenberuf. Ab 1833 wurde die Leitung der Bibliothek einem hauptamtlichen Direktor übertragen.
| Nr. | Name                                                                                                 | von          | bis           | Bemerkung                                |
| --- | --- | ------------ | ------------- | ---------------------------------------- |
| 1   | Caspar Borner                                                                                        | 1543         | 1547          |                                          |
| 2   | Johannes Menzel, Donatus Zöllner, Lorenz Rülich, Petrus Lossius, Wolfgang Trübenbach, Andreas Hommel | 1547         | 1599          | gleichberechtigte leitende Bibliothekare |
| 3   | Johann Friedrich                                                                                     | 1599         | 1630          |                                          |
| 4   | Heinrich Höpfner                                                                                     | 1630         | 1642          |                                          |
| 5   | Johann Ittig                                                                                         | 1642         | 1670          |                                          |
| 6   | Friedrich Rappolt, Christian Friedrich Franckenstein                                                 | 1670         | 1675          | kommissarisch                            |
| 7   | Joachim Feller                                                                                       | 1675         | 1691          |                                          |
| 8   | Christoph Pfautz                                                                                     | 1691         | 1711          |                                          |
| 9   | Christian Friedrich Börner                                                                           | 1711         | 1738          |                                          |
| 10  | Georg Friedrich Richter                                                                              | 1738         | 1742          |                                          |
| 11  | Christian Gottlieb Jöcher                                                                            | 1742         | 1758          |                                          |
| 12  | Karl Andreas Bel                                                                                     | 1758         | 1782          |                                          |
| 13  | Friedrich Wilhelm Reiz                                                                               | 1782         | 1790          |                                          |
| 14  | Christian Daniel Beck                                                                                | 1790         | 1817          |                                          |
| 15  | Christian Daniel Beck, Gottfried Heinrich Schäfer                                                    | 1817         | 1832          |                                          |
| 16  | Ernst Gotthelf Gersdorf                                                                              | 1833         | 1874          |                                          |
| 17  | Ludolf Krehl                                                                                         | 1874         | 1892          |                                          |
| 18  | Oskar von Gebhardt                                                                                   | 1901         | 1906          |                                          |
| 19  | Karl Boysen                                                                                          | 1906         | 1921          |                                          |
| 20  | Otto Glauning                                                                                        | 1922         | 1937          |                                          |
| 21  | Egon Mühlbach                                                                                        | 1937         | 1939          | kommissarisch                            |
| 22  | Fritz Prinzhorn                                                                                      | 1939         | 1945          |                                          |
| 23  | Otto Kielmeyer                                                                                       | Januar 1946  | Dezember 1946 |                                          |
| 24  | Karl Buchheim                                                                                        | 1948         | 1950          |                                          |
| 25  | Helmut Mogk                                                                                          | 1950         | 1958          |                                          |
| 26  | Johannes Müller                                                                                      | 1959         | 1969          |                                          |
| 27  | Fritz Schaaf                                                                                         | 1969         | 1985          |                                          |
| 28  | Bodo Mewes                                                                                           | 1985         | 1986          | kommissarisch                            |
| 29  | Bernd Rüdiger                                                                                        | 1986         | 1990          |                                          |
| 30  | Dietmar Debes                                                                                        | Oktober 1990 | April 1992    | interim                                  |
| 31  | Ekkehard Henschke                                                                                    | 1992         | 2005          |                                          |
| 32  | Charlotte Bauer                                                                                      | Mai 2005     | Dezember 2005 | kommissarisch                            |
| 33  | Ulrich Johannes Schneider                                                                            | 2006         | 2022          |                                          |
| 34  | Anne Lipp                                                                                            | 2022         |               |                                          |

## Film
Der Kurzfilm Schattenspiele, realisiert durch Studenten der Universität Leipzig, spielt in der Universitätsbibliothek Leipzig und wurde 2005 in den Räumen des Hauptgebäudes gedreht.

## Ausstellungen
In wechselnden Ausstellungen zeigt die Universitätsbibliothek Ausschnitte aus ihren herausragenden Buchbeständen. Der Ausstellungsraum, dessen Klimatisierung den konservatorischen Anforderungen bestmöglich entspricht, ist wie auch der untere Teil der Treppenhalle täglich für die Öffentlichkeit zugänglich. Bisherige Themen von Ausstellungen waren unter anderem:
- 2010: Leipziger Judentümer in Stadt und Universität konzipiert von Johannes Schneider; ditto: Ausstellungskatalog.
- 2011: Werner Tübke: Die Skizzenbücher; Ausstellungskatalog.
- 2012: Der Nationalökonom und Zeitungskundler Karl Bücher. Die Leipziger Jahre, kein Katalog, nur ein Beiheft mit Ausstellungstexten und einem Faksimile.